# Facultatea de Economie și Administrarea Afacerilor a Universității „Alexandru Ioan Cuza” din Iași
Facultatea de Economie și Administrarea Afacerilor din Iași este o facultate care face parte din cadrul Universității „Alexandru Ioan Cuza” din Iași. Scopul acestei facultăți este realizarea unei educații economice de nivel academic. Cursuri de Economie Politică, Doctrine Economice și Finanțe Publice au fost predate în cadrul Facultății de Drept mulți ani înainte de înființarea unei facultăți separate. La solicitarea Senatului Universității „Alexandru Ioan Cuza” din Iași, prin Ordinul Ministerului Învățământului nr. 575/1962 din 19.07.1962 a fost înființată Facultatea de Științe Economice cu următoarele secții: „Economie politică și planificare”; „Finanțe și credit”; „Evidență contabilă”. În anul universitar 1998 Consiliul facultății a solicitat Senatului Universității “Alexandru Ioan Cuza” din Iași aprobarea pentru o denumire nouă, și anume „Facultatea de Economie și Administrarea Afacerilor” pentru a asigura o denumire corespunzătoare stucturilor din școlile occidentale pentru a contura mai clar cele două domenii majore ale educației academice: științele economice – cu orientare spre teoria economică – și administrarea afacerilor – cu orientare spre „business”.

## Conducerea Facultății
De-a lungul timpului Facultatea de Economie și Administrarea Afacerilor (FEAA) a avut următorii decani:
- Vasile Turliuc
- Dumitru Oprea (1996-2000)
- Vasile Cocriș (2000-2008)
- Dinu Airinei (2008-2019)
- Cristina-Teodora Roman (2019-prezent)